# 让-米歇尔·莫南
让-米歇尔·莫南（法語：Jean-Michel Monin，1967年9月7日—），法国男子自行车运动员。他曾代表法国参加1996年夏季奥林匹克运动会自行车比赛，获得男子团体追逐赛金牌。